# Оттон III
Оттон III (нім. Otto III, 980 — 23 січня 1002), був прозваний «Диво світу» (лат. Mirabilia mundi) — німецький король з 985 року та імператор Священної Римської Імперії з 996 року, син саксонського імператора Оттона II і візантійської принцеси Феофано. Після смерті батька 983 року трирічний син успадкував королівський трон. До повноліття Оттона III (995) регентками при ньому були мати Феофано (до 991) і бабка Адельгейда.
Будучи юним імператором, Оттон знайшов середину свого світу в Римі — головній землі імператорів, в місті апостолів та мучеників, де папа й імператор в повній згоді та порозумінні повинні були займати свої пости. «Дитяча гра» — назвали вже сучасники таке честолюбство, управління світом з самого центру. Намагаючись здійснити утопічний план відтворення римської «світової імперії» з центром у Римі, Оттон III постійно знаходився в Італії.

## Регентство імператриці Феофано

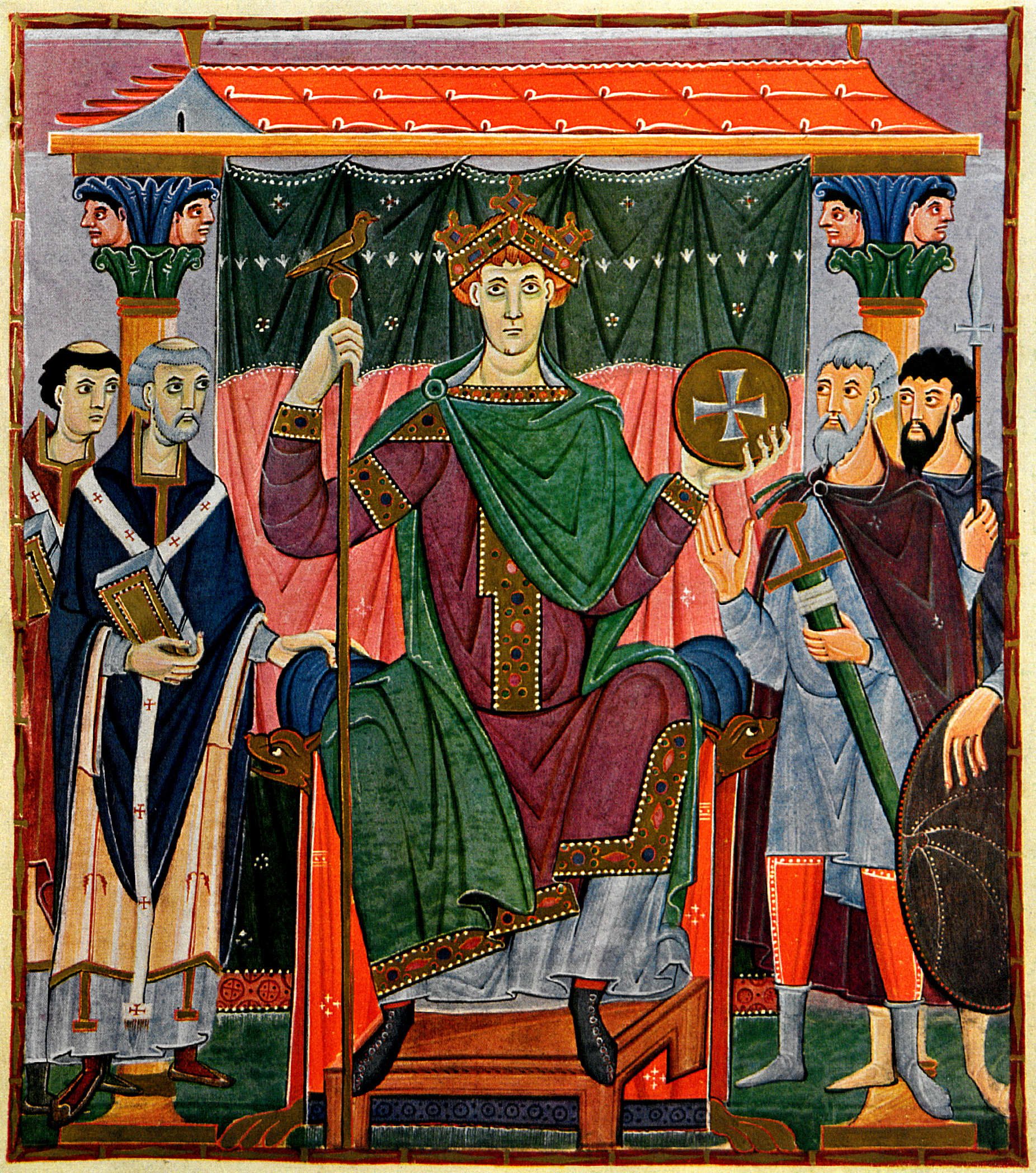
Імператор Оттон III. Євангеліє імператора Оттона III, бл. 1000

Звістка про смерть Оттона II прийшла в Аахен в той час, коли два єпископи, німець та італієць — Віллігіс Майнцький і Іоанн Равенський — урочисто вінчали немовля Оттона королівською короною на Різдво 983 року. Про право спадкоємства ніхто вже не сперечався: державна єдність, що встановилась в останні три царювання, знаходилась в тісному зв'язку з інтересами багатьох; знехтувати нею було нелегко. Питання полягало тільки в тому, кому бути опікуном та регентом на час малолітства Оттона — його матері Феофано чи найближчому родичу покійного імператора. Після деяких коливань та прошуків з боку одного з найближчих родичів королівського дому партія імператриці взяла гору з допомогою одного з головних духовних сановників імперії — Віллігіса, архієпископа Майнського (Віллігіс був сином простого селянина із Нижньої Саксонії; проникливий Оттон І зумів відрізнити його серед духовенства, а Оттон II сприяв його зведенню в вищий духовний сан) і Феофано була назначена правителькою до повноліття короля Оттона. Феофано правила розумно, і її регентство, що пройшло доволі мирно та спокійно, тим самим робить честь тонкому політичному такту та чуттю цієї молодої грецької принцеси. У вихованні королевича брала участь його бабка, абатиса Матільда Кведлінбурзька. Там де йшла мова про інтереси династії, ці жінки легко сходились між собою, хоча в іншому не завжди ладнали. Головним керівником в державних справах був архієпископ Майнцький Віллігіс, а головним вихователем юного короля — гільдесгаймський єпископ Бернвард, один з найенергійніших політичних діячів свого часу.

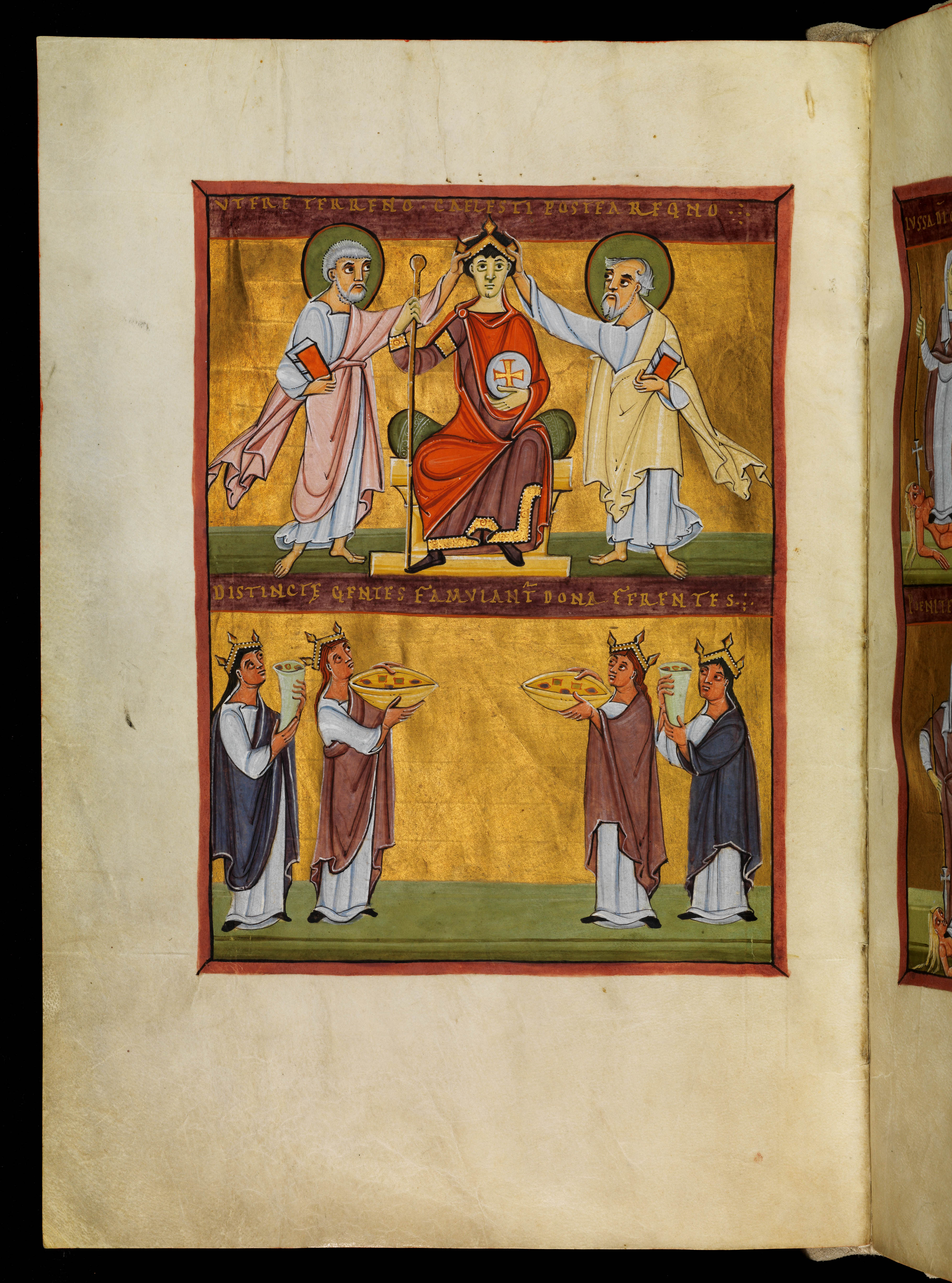
Коронація Оттона III

Однією з важливих задач регентства в роки дитинства короля Оттона II було збереження мирних відносин із Західним Франкським королівством, де відбулась зміна династії. 986 року помер Лотар III, а його наступником став його син Людовик V. Єдиним нащадком родини Каролінгів залишився Карл, якому Оттон II 997 року віддав у лен Нижню Лотарингію. Ця ленна залежність від німецького імператора робила Карла ненависним для західно-франкської знаті, тим більш, що він був одружений із донькою простолюдина. Ось чому більшість знаті вибрала в королі наймогутнішого з західно-франкських вельмож, Гуго, герцога Франції, по-іншому — Гуго Капета (987). 
Але у Карла були свої прибічники, і між суперниками зав'язалась довга боротьба, яка закінчилась тим, що Карл був зрадницьки захоплений у полон, виданий Капету і незабаром помер в ув'язненні. Новий король мав свої підстави бути обережним по відношенню до Східно-Франкського королівства, і тому відносини між сусідами складались для Феофано доволі задовільно. Їй, навіть, в якійсь мірі виявилось вигідним те, що західно-франкські єпископи з партії Гуго Капета перейшли в опозицію до папського престолу: це скріпляло зв'язки між Римом, Італією і Саксонською династією, що постійно піклувалась про підтримку церковної єдності. Але молода та розумна правителька прожила недовго: 991 року вона померла, і імператриця вдова Адельгейда поспішила з Італії, де вона займалась управлінням, щоб замінити собою правительку. Чотири роки потому, юний король, якому було 15 років, брав участь в одному з походів проти слов'ян, а потім вступив в управління справами.

## Роки самостійного правління
Важко сказати щось визначне про цього нещасного юнака, який вступив на престол в 15 років, а помер в 22-річному віці. Він мав приємну зовнішність, був наділений рідкісними здібностями та отримав прекрасну для тих часів освіту. Почавши керувати державою в досить юному віці, він нестримно піддавався захопленням юності, то виявляючи себе таким, що непомірно сподівається на свою імператорську владу, то раптом переходив до самознищення. Він був надто молодим, щоб поставитись до свого положення природно та подолати невпевненість, якій він піддався підкоряючись різноманітним впливам.

### Перший похід у Рим
Його перший похід на Рим був успішним. Папа римський Іван XV щойно помер, а римські посли зустріли Оттона III в Равенні. Він, ймовірно прислухаючись до чиїхось порад, вказав їм на свого близького родича Бруно, сина герцога Каринтійського, як на кандидата, і цей 26-ти річний юнак був обраний в папи під ім'ям Григорія V. Він коронував Оттона імператором у Римі, після чого той повернувся до Німеччини. Під час мандрівки додому він віддався впливу одного з подвижників того часу, єпископа Празького Адельберта (Це був ще зовсім юнак — родом з Чехії, зі знатної родини. До вступу в монахи його називали Войтех), який проводив своє життя в посту та молитві та прагнув мучень і страждань за віру Христову. Незабаром після цього він дійсно був замучений прусами-язичниками, яким завзято проповідував християнство. Оттон III і після його смерті ставився до нього з щирою повагою та в різних місцях держави спорудив храми на честь Адельберта, зарахованого західною церквою до лику святих. 
Трохи пізніше серед наближених до юного імператора з'явився інший духовний сановник, пряма протилежність Адельберту. Це був архієпископ Герберт Реймський, француз, людина на той час високоосвічена, був постійно зайнятий фантастичними планама церковно-політичних реформ, які зумів донести і до юного імператора. Між тим, юний папа Григорій V почав реформи у внутрішньому влаштуванні західної церкви в дусі ідей, які завзято проводила в суспільстві релігійна партія, що зуміла добре облаштуватись в аквитанському Клюнійському монастирі, заснованому в 910 році. Папа Григорій V наполегливо вів боротьбу проти французьких єпископів та проти короля Роберта, який вступив на престол після смерті Гуго Капета, за те, що Роберт не хотів розірвати недозволений за церковними законами шлюб. Такими енергійними діями молодий папа побудив проти себе одну з партій серед римської знаті, яка, прийшовши до влади, обрала нового папу ще за життя Григорія V.

### Другий похід у Рим
Оттону прийшлось вдруге вирушити в похід через Альпи в 997 році. Він повернув до Риму папу Григорія, винудив бунтівників здати фортецю св. Ангела, де вони укрились, та стратив 12 організаторів заколоту. Григорій скликав місцевий собор, в присутності якого по його наказу на антипапі розірвали єпископську одежу, потім посадили його задом наперед на віслюка і возили по вулицях Рима для висміювання і осоромлення. Незабаром після цього папа Григорій помер, і імператор обрав його наступником Герберта, незадовго перед цим назначеного архієпископом Равенським. Під іменем Сільвестра II Герберт вступив на папський престол.
Під час другого перебування в Італії Оттон завзято віддавався катуванням плоті в дусі св.Адельберта і його численних італійських наступників. З такою релігійною вправою він поєднував фантастичні політичні плани. Так, наприклад, він казав про відновлення "Римської республіки" і як римський імператор залишався на Авентинському пагорбі в Римі. Водночас він оточив себе чисто візантійським церемоніалом, одягався в химерний одяг, носив мантію, розшиту апокаліптичними зображеннями і знаками Зодіака, впровадив управління Римом на новий лад та роздав всім нові титули, а собі привласнив звання «царя царів». З'явились вестіарії та противестіарії, логофети та архилогофети; єпископ Гільдесгаймський Бернвард був звеличений візантійським титулом «приміскринія». І імператор, і папа, вочевидь, виношували ідею про зведення Риму в значенні світової столиці і здатні були спільно діяти в цьому напрямку: здається, що в цих людей, високо замріяних лише про себе, з'явилась вже ідея звільнення Гробу Господнього з-під влади невірних.
Наприкінці 999 року Оттон повернувся до Німеччини незабаром після смерті бабки, імператриці-вдови Адельхейди. Він негайно ж попрямував в Гнезно, куди були привезені останки святого Адальберта, мало не на вагу золота викуплені у прусів. З цими відвідинами Гнезно було тісно пов'язано церковне влаштування Польщі, де установлені одне архієпископство і сім єпископств. Князь Болеслав, що розумів, як слід прийняти цього юнака-імператора, влаштував йому прекрасну зустріч і не скупувався на лестощі. Імператор і для нього придумав класичний титул, назвавши його «другом і союзником римського народу». В той же час він розв'язав йому руки для повної свободи дій в церковних справах, в яких польський князь прагнув позбавитися німецького впливу, заміщаючи місця священиків то італійцями, то чехами.
З Польщі Оттон попрямував до Аахена і спустився в могильний склеп свого достославного попередника Карла Великого. Він виніс з собою звідти тільки один зуб Карла у вигляді реліквії і півроку потому знов поспішив до Італії. Ломбардські князівства, як він переконався, все більше вислизали з-під його влади; у Римі він наразився на небезпеку від буйного населення, що повстало проти Оттона за те, що той не прийняв його сторону в усобиці з містечком Тібуром (Тіволі), з яким римляни відвіку ворогували. Урочисто помирившись з бунтівниками, Оттон відправився в Равенну, дорогою переходячи від військових приготувань до благочестивих вправ і повчальних бесід. У травні 1001 року він знову з'явився під стіни Риму, де вітер встиг повернути в інший бік, але в місто імператор не вступив, а пішов до Беневенту, що підкорився йому, і потім рушив назад до Равенни, в околицях якої на невеликому острівці поселилася невелика община благочестивих відлюдників. Один з них, св. Ромуальд, з яким Оттон спілкувався особливо часто, прагнув змусити юного імператора відректися від світу. Проте хлопець мріяв про інше — він відправив до Константинополя послів, щоб просити руки однієї з грецьких принцес. У цей час плани італійської політики Оттона порушили незадоволеність в середовищі німецької знаті: князі почали з'їжджатися і вступати один з одним в небезпечні для імператора переговори. Навіть найвідданіший слуга Саксонського дому, архієпископ Віллігіс, не приховував свого крайнього роздратування. Між ним і Бернвардом Гільдесгаймським зав'язалася нескінченна суперечка через монастир Гандерсгайм, розташований на межі Майнцької і Гільдесгаймської єпархій. Бернвард, колишній вихователь Оттона, в цей час сильно захопився його ідеями, на які Віллігис дивився з погляду здорової державної політики. Імператор задумав передати розбрат німецьких єпископів на обговорення собору, який вирішив скликати в околицях Сполето. Проте собор не відбувся, що показує, до якої міри похитнулося значення імператорської влади. Не менше постраждала загальна пошана до папи, а в Німеччині папсько-імператорська політика Сильвестра зустрічала в духівництві відкритий осуд. Поступово хлопець переконався, що остаточно втратив внутрішній зв'язок з народом. Він знову рушив до Риму, а оскільки ворота Вічного міста, знов охопленого обуренням, йому не відкрили, він поселився в околицях Риму, в замку Патерно, на горі Соракт (Монте-Соратте).

## Смерть
Тут 23 січня 1002 року Оттон III помер після короткочасної хвороби. Духовні та світські сановники, присутні при цьому, прийняли його останню волю. Вони вимушені були приховати його смерть, доки не підтягли до замку своє нечисленне військо: треба було перевезти тіло імператора Оттона до Німеччини через місцевості, схвильовані повстанням і повні бунтівного духу. Це вдалося не без зусиль Геріберту Кельнському. У Німеччині за волею імператора його останки були похоронені в Аахені. Рік потому помер і Сильвестр, посаджений Оттоном Папою,  хоча він зумів після смерті Оттона помиритися з населенням Рима.